# Pandoridae
Famille
Les Pandoridae sont une famille de mollusques bivalves de l'ordre des Pholadomyoida.

## Liste des genres
Selon World Register of Marine Species (15 décembre 2018) :
- genre Clidiophora Carpenter, 1864
- genre Coania Valentich-Scott & Skoglund, 2010
- genre Foveadens Dall, 1915
- genre Frenamya Iredale, 1930
- genre Heteroclidus Dall, 1903
- genre Pandora Bruguière, 1797